# Hellrandige Erdeule
Die Hellrandige Erdeule (Ochropleura plecta), auch Violettbraune Erdeule, Weißrandige Erdeule oder Frischkräuterhalden-Bodeneule genannt, ist ein Schmetterling (Nachtfalter) aus der Familie der Eulenfalter (Noctuidae).

## Merkmale
Die Falter haben eine Flügelspannweite von 28 bis 34 Millimetern. Die Grundfarbe der Vorderflügeloberseite ist rötlich-braun mit einem breiten hellbraunen bis weißlich braunen Vorderrand, gefolgt von einem schwarzen Pfeilstrich. Beide Streifen reichen aber nicht bis zur Flügelspitze. Selten ist der Randstreifen auch verdunkelt. Ein weißer Nierenmakel und ein weißer Ringmakel liegen im Bereich des schwarzen Pfeilstriches bzw. der Pfeilstrich beginnt etwa ab dem Nierenmakel. Beide Makel sind manchmal auch braun gekernt. Die Hinterflügel sind weißlich mit einem hellbraunen Rand.
Das halbkugelige Ei ist an der Basis abgeplattet. Es misst 0,5 Millimeter in der Höhe und 0,75 bis 0,8 Millimeter im breiten Durchmesser. Es ist nach der Eiablage zunächst hellzitronengelb. Im Laufe der weiteren Entwicklung bildet sich in der Mikropylregion ein rosafarbener Fleck und eine ebenfalls rosafarbene Binde auf dem subapikalen Bereich des Eis. Kurz vor dem Schlüpfen färbt es sich hellbraun. Die Oberfläche ist auf den oberen zwei Dritteln mit 27 breiten Längsrippen, von den die meisten bis zur Mikropylregion reichen oder wenig vorher enden. Sie werden von feinen, Querrippen gekreuzt.
Die Raupe ist auf dem Rücken graubraun bis orangerot. Auf dem Rücken verlaufen drei rötliche Längslinien. Die Seite weist breite, gelbliche Seitenstreifen auf. Der Kopf ist gelbbraun und mit weißen Punkten besetzt. Sie besitzt eine kleine Erhebung auf dem 11. Segment.
Die Puppe ist schwarzbraun, auch rotbraun und besitzt zwei spitze Dornen am Kremaster. Sie ist etwa 13 Millimeter lang.

## Geographische Verbreitung und Lebensraum
Die Art ist in der Paläarktis weit verbreitet und fast überall häufig. Sie kommt in fast ganz Europa vor, mit Ausnahme einiger Mittelmeerinseln (Balearen, Sizilien, griechische Inseln) und dem äußersten Norden Europas. Sie fliegt im Gebirge bis auf etwa 1600 Meter Höhe.
Sie kommt in einer Vielzahl von offenen Biotopen vor, z. B. in Gärten und Parks, Ruderalflächen, Straßenrändern, Böschungen und Gräben sowie an Bahn- und Hochwasserdämmen, auf größeren Lichtungen, an Wegen und Schneisen von Laub- und Mischwäldern und in gebüschreicher Feldflur.

## Lebensweise
Die Hellrandige Erdeule bildet meist zwei sich teilweise überschneidende Generationen pro Jahr. Die Falter fliegen von Mai bis Mitte Juli und von Juli bis September. Die zweite Generation ist oft nur partiell und die Falter sind im Durchschnitt etwas größer als die Falter der ersten Generation. Sie sind nachtaktiv und kommen an künstliche Lichtquellen. Sie besuchen Blüten und können geködert werden. Die Falter sind ungestüme Flieger, deren Flugweise zumindest an künstlichen Lichtquellen eher der erregter Wespen gleicht. Die Eier werden separat, aber in kleinen Gruppen abgelegt. Im Juli und dann wieder von August bis Oktober findet man die Raupen, die an Wegerichen (Plantago), Labkräutern (Galium), Ampfer (Rumex), Einjährigem Rispengras (Poa annua), Lattich (Lactuca), Gewöhnlichem Greiskraut (Senecio vulgaris), u. a. krautigen Pflanzen fressen. Sie leben sehr versteckt in der Krautschicht und werden nur selten gefunden. Die Verpuppung erfolgt im Erdreich, die Puppe überwintert. In der älteren Literatur findet sich auch die Aussage, dass gelegentlich auch die Raupe überwintern soll. Nach Steiner in Steiner & Ebert (1998) gibt es dafür jedoch bisher keinen stichhaltigen Nachweis.

## Taxonomie
Die Art wird in zwei Unterarten unterteilt:
- Ochropleura plecta plecta, die Nominatunterart im größten Teil des Verbreitungsgebietes
- Ochropleura plecta unimacula, sie vertritt die Nominatunterart in Südspanien und Marokko; sie unterscheidet sich von der Nominatunterart durch das Fehlen des Ringmakel.

## Gefährdung
Die Art ist sehr häufig und in Deutschland nicht gefährdet.

## Anmerkung
1. ↑  Die Populationen der Nearktis, die früher zu Ochropleura plecta gestellt wurden, sind heute eine selbständige Art Ochropleura implecta Lafontaine, 1998. Nachweis: J. Donald Lafontaine: Noctuoidea, Noctuidae (part): Noctuinae, Noctuini. In: Hodges, R.W., Davis, D.R., Dominick, T., Ferguson, D.C., Munroe, E.G., & Powell, J.A. (Eds.), The Moths of America North of Mexico, fasc. 25.3. 348 S., Allen Press, Lawrence, Kansas 1998.